# Jibbs feat. Jibbs
Jibbs feat. Jibbs è l'album di debutto del rapper statunitense Jibbs. È stato pubblicato il 24 ottobre 2006, mentre era scaricabile da Internet dal 10 ottobre 2006. L'album debuttò all'11º posto della Billboard 200, con circa 47 000 copie vendute nella sua prima settimana.
L'album è stato prodotto da: "The Beatstaz", "David Banner", "Polow Da Don" e "Vashaun 'Maestro' Brooks", ed include importanti partecipazioni di artisti affermati come Chamillionaire, Lil' Wayne, Yung Joc, Melody Thornton (delle Pussycat Dolls), Fabo (dei D4L). Il primo singolo (che ha anticipato l'uscita dell'album) è Chain Hang Low, il secondo è King Kong (feat. Chamillionaire), il terzo è Go Too Far (feat. Melody Thornton) ed il quarto è Smile (feat. Fabo).
L'album ha venduto circa 368 000 copie negli USA e circa 380.000 nel resto del mondo, 134.000 delle quali in Europa.

## Tracce
| #   | Titolo            | Altro                                      |
| --- | ----------------- | ------------------------------------------ |
| 1.  | Yeah Boii         | Prodotta da David Banner                   |
| 2.  | Smile             | Feat. Fabo dei D4L                         |
| 3.  | Chain Hang Low    |                                            |
| 4.  | Big Big Kid       |                                            |
| 5.  | Let's Be Real     | Feat. J. Valentine                         |
| 6.  | King Kong         | Feat. Chamillionaire                       |
| 7.  | Hood              |                                            |
| 8.  | Go Gurl           |                                            |
| 9.  | Go Too Far        | Feat. Melody Thornton delle Pussycat Dolls |
| 10. | I'm a Rhino       |                                            |
| 11. | Bring It Back     |                                            |
| 12. | Firr Az Dat Thung |                                            |

Più 2 iTunes Bonus Tracks:
| #  | Titolo                    | Altro                                               |
| -- | ------------------------- | --------------------------------------------------- |
| 1. | Chain Hang Low: the Remix | Feat. Yung Joc, Lil' Mont, Rich Boy & Lil' Wayne    |
| 2. | King Kong Remix           | Feat. Chamillionaire, Lil' Wayne, Yo Gotti & Chingy |

## Singoli
| Anno | Canzone        | U.S. Hot 100 | U.S. R&B | U.S. Rap |
| ---- | -------------- | ------------ | -------- | -------- |
| 2006 | Chain Hang Low | 7            | 16       | 6        |
| 2006 | King Kong      | 54           | 32       | 16       |
| 2007 | Go Too Far     | -            | -        | -        |
| 2007 | Smile          | -            | 120      | -        |